# Smoljinac
Smoljinac (izvirno srbsko Смољинац) je naselje v Srbiji, ki upravno spada pod Občino Malo Crniće; slednja pa je del Braničevskega upravnega okraja.

## Demografija
V naselju živi 1469 polnoletnih prebivalcev, pri čemer je njihova povprečna starost 41,4 let (39,1 pri moških in 43,7 pri ženskah). Naselje ima 500 gospodinjstev, pri čemer je povprečno število članov na gospodinjstvo 3,75.
To naselje je, glede na rezultate popisa iz leta 2002, večinoma srbsko, a v času zadnjih treh popisov je opazno zmanjšanje števila prebivalcev.
|  |

| Demografija | Demografija     | Demografija     |
| Leto        | Št. prebivalcev | Št. prebivalcev |
| ----------- | --------------- | --------------- |
|             |                 |                 |
|             |                 |                 |
|             |                 |                 |
|             |                 |                 |
| 1948        | 3108            |                 |
| 1953        | 3219            |                 |
| 1961        | 3110            |                 |
| 1971        | 3043            |                 |
| 1981        | 2955            |                 |
| 1991        | 2753            | 2170            |
| 2002        | 2649            | 1873            |
|             |                 |                 |

| Etnična sestava po popisu iz leta 2002 | Etnična sestava po popisu iz leta 2002 | Etnična sestava po popisu iz leta 2002 | Etnična sestava po popisu iz leta 2002 | Etnična sestava po popisu iz leta 2002 |
| -------------------------------------- | -------------------------------------- | -------------------------------------- | -------------------------------------- | -------------------------------------- |
| Srbi                                   | Srbi                                   |                                        | 1.849                                  | 98,71%                                 |
| Makedonci                              | Makedonci                              |                                        | 6                                      | 0,32%                                  |
| Romuni                                 | Romuni                                 |                                        | 4                                      | 0,21%                                  |
| Hrvati                                 | Hrvati                                 |                                        | 1                                      | 0,05%                                  |
| Slovenci                               | Slovenci                               |                                        | 1                                      | 0,05%                                  |
| Muslimani                              | Muslimani                              |                                        | 1                                      | 0,05%                                  |
| Neznano                                | Neznano                                |                                        | 9                                      | 0,48%                                  |